# Mountlake Terrace (Washington)
Mountlake Terrace es una ciudad ubicada en el condado de Snohomish en el estado estadounidense de Washington. En el año 2000 tenía una población de 20.078 habitantes y una densidad poblacional de 1.946,0 personas por km².

## Geografía
Mountlake Terrace se encuentra ubicada en las coordenadas 47°47′27″N 122°18′24″O / 47.79083, -122.30667.

## Demografía
Según la Oficina del Censo en 2000 los ingresos medios por hogar en la localidad eran de $47.238, y los ingresos medios por familia eran $52.117. Los hombres tenían unos ingresos medios de $37.421 frente a los $28.796 para las mujeres. La renta per cápita para la localidad era de $21.566. Alrededor del 8,0% de la población estaban por debajo del umbral de pobreza.